# Polar Medal

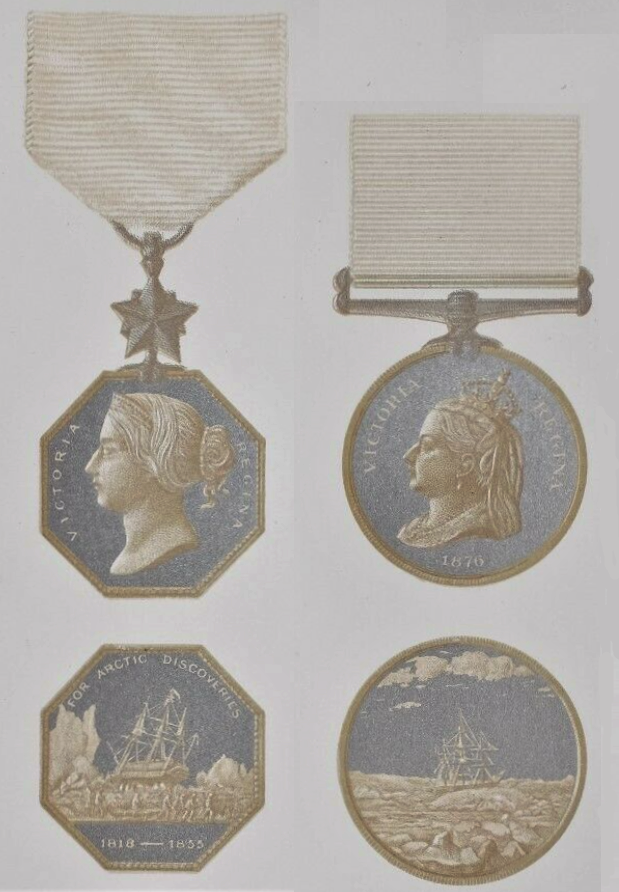
Polar Medals mit dem Porträt Königin Victorias

Die Polar Medal ist eine britische Auszeichnung, die an die Teilnehmer von britischen Polarexpeditionen verliehen wird. Die Medaille zeigt auf der Recto-Seite jeweils das Porträt des regierenden königlichen Oberhaupts.
Vorgänger der Medaille war die seit 1857 verliehene Arctic Medal für Verdienste um die Erforschung der Arktis zwischen 1818 und 1855. Diese Auszeichnung wurde 1904 in Polar Medal umbenannt, um auch die Teilnehmer an Antarktis-Expeditionen einzubeziehen. Sie wird noch heute allen Teilnehmern britischer Polarmissionen als ein Zeichen der Anerkennung verliehen.

## Geschichte
Vorgänger der Auszeichnung ist eine namentlich nicht bezeichnete Medaille, die von der britischen Admiralität vergeben wurde, und mit der Teilnehmer an Forschungsexpeditionen zwischen 1818 und 1855 ausgezeichnet wurden.
Ab 1857 wurde die Medaille als Polar Medal von Königin Victoria verliehen, laut der London Gazette an  „Persons of every rank and class, who have been engaged in the several Expeditions to the Arctic Regions, whether of discovery or search, between the years 1818 and 1855, both inclusive“. Die in der Regel oktogonale Medaille wird bekrönt von einem fünfstrahligen Stern als Übergang zu dem weißseidenen Ordensband. Königin Victoria im Profil trägt ein Diadem, das Haar ist mit einem Band zu einem losen Knoten zusammengefasst. Links vom Kopf steht VICTORIA, rechts REGINA. Die Rückseite zeigt einen Dreimaster vor dem Hintergrund von Eisbergen sowie eine Gruppe von Männern mit Schlitten im Vordergrund. Die Inschriften in erhabenen Buchstaben lauten 1818–1855 und FOR ARCTIC DISCOVERIES. Designer der ersten Medaille mit dem Porträt der Königin auf der Recto-Seite und der Dreimaster RRS Discovery auf der Verso-Seite war der Londoner Silberschmied und Medailleur Leonard Charles Wyon (1826–1891).
Aufgrund neuer Regeln wird die Medaille auch für Wissen, Arbeit und Forschung in oder über die Polarregionen verliehen.